# Omar m'a tuer
Omar m'a tuer é um filme de drama marroquino de 2011 dirigido e escrito por Roschdy Zem. Foi selecionado como representante de Marrocos à edição do Oscar 2012, organizada pela Academia de Artes e Ciências Cinematográficas.

## Elenco
- Sami Bouajila - Omar Raddad
- Denis Podalydès - Pierre-Emmanuel Vaugrenard
- Maurice Bénichou - Jacques Vergès
- Salomé Stévenin - Maud
- Nozha Khouadra - Latifa Raddad
- Pascal Elso - André de Comminges